# Александар Васиљевски
Александар Михајлович Васиљевски (рус. Алекса́ндр Миха́йлович Василе́вский; Вичуга, Костромска губернија, 30. септембар 1895 — Москва, 5. децембар 1977) био је совјетски маршал и двоструки херој Совјетског Савеза. Био је начелник Генералштаба совјетских оружаних снага и заменик министра одбране током Другог светског рата, као и министар одбране од 1949. до 1953. године. Као начелник Генералштаба, током Великог отаџбинског рата, Васиљевски је био одговоран за планирање и координацију готово свих одлучујућих совјетских офанзива, од контраофанзиве код Стаљинграда до Источнопруске офанзиве и битке за Калињинград.

## Биографија
Рођен је 30. септембра 1895. године (18. септембра по старом календару), у месту Вичуга, у Костромској губернији.
Васиљевски је започео војну каријеру током Првог светског рата, дошавши до чина капетана до 1917. Почетком Октобарске револуције и Руског грађанског рата, је постао члан Црвене армије и учествовао је у Пољско-совјетском рату. Након рата је брзо напредовао кроз чинове, поставши командир пука до 1930. године. На овој позицији је показао велику вештину у организацији и тренирању трупа, што није прошло незапажено, и 1931. је постављен за члана Директората за војнички тренинг. Године 1937, након Стаљинове Велике чистке, унапређен је у генералштабног официра.
Почетком совјетске контраофанзиве 1943, Васиљевски је координисао и спроводио офанзиву Црвене армије области горњег тока реке Дон, у области Доњецког басена, Крима Белорусије и балтичких држава, завршивши рат освајањем Калињинграда у априлу 1945. У јулу 1945. је постављен за команданта совјетских снага на далеком истоку, где је спровео инвазију на Манџурију и касније примио предају Јапана. Након рата је постао министар одбране, што је позиција на којој је био до Стаљинове смрти, 1953. Доласком на власт Хрушчова, Васиљевски је скрајнут и на крају је пензионисан.
Умро је 5. децембра 1977. године у Москви и је сахрањен у зидинама Кремља, у знак признања његове пређашње службе отаџбини.